# Никольское сельское поселение (Шенкурский район)
Никольское сельское поселение или муниципа́льное образова́ние «Нико́льское» — муниципальное образование со статусом сельского поселения в Шенкурском муниципальном районе Архангельской области России.
Соответствует административно-территориальным единицам в Шенкурском районе —  Никольскому сельсовету (с центром в деревне деревня Шипуновская) и Тарнянскому сельсовету (с центром в деревне Рыбогорская).
Административный центр — деревня Шипуновская.

## География
Сельское поселение находится в южной и западной частях Шенкурского района, располагаясь по берегам рек Вага, Марека, Тарня, Сюксюга и Юмзеньга. Крупнейшие озёра в поселении: Келгозеро, Пезозеро, Челмозеро, Еропульское, Чагозеро. Граничит с Шенкурским городским поселением.
Граничит:
- на севере с муниципальным образованием «Шеговарское» и с муниципальным образованием «Верхоледское»
- на востоке с муниципальным образованием «Федорогорское» и с Шенкурским городским поселением.
- на юге с муниципальным образованием «Усть-Паденьгское» и с муниципальным образованием «Верхопаденьгское»

## История
Муниципальное образование было образовано в 2006 году. Законом Архангельской области от 2 июля 2012 года № 523-32-ОЗ, были преобразованы путём объединения муниципальные образования «Никольское» и «Тарнянское» — в одно муниципальное образование «Никольское», с административным центром в деревне Шипуновская.

## Население
| 2010  | 2011  | 2012  | 2013  | 2014  | 2015  |
| ----- | ----- | ----- | ----- | ----- | ----- |
| 1141  | ↘1132 | ↘1122 | ↗1260 | ↘1236 | ↘1214 |
| 2016  | 2017  | 2018  | 2019  | 2020  | 2021  |
| ↘1182 | ↘1150 | ↘1139 | ↘1114 | ↘1104 | ↘866  |

## Состав сельского поселения
В состав сельского поселения входят 40 населённых пунктов
| №  | Населённый пункт    | Тип населённого пункта          | Население |
| -- | ------------------- | ------------------------------- | --------- |
| 1  | Анисимовская        | деревня                         | ↗11       |
| 2  | Арефинская          | деревня                         | ↘15       |
| 3  | Бараковская         | деревня                         | →0        |
| 4  | Боровинская         | деревня                         | →1        |
| 5  | Васильевская        | деревня                         | ↘1        |
| 6  | Водопоевская        | деревня                         | ↘8        |
| 7  | Выселок Фрушинский  | деревня                         | ↘0        |
| 8  | Глубышевская        | деревня                         | →0        |
| 9  | Гребеневская        | деревня                         | ↗135      |
| 10 | Давыдовская         | деревня                         | →0        |
| 11 | Зуевская            | деревня                         | ↗16       |
| 12 | Ивановская          | деревня                         | ↗10       |
| 13 | Ивановская          | деревня                         | ↗18       |
| 14 | Красковская         | деревня                         | ↗15       |
| 15 | Кузнецовская        | деревня                         | ↘29       |
| 16 | Кузьминская         | деревня                         | ↘30       |
| 17 | Кульковская         | деревня                         | ↗10       |
| 18 | Лепшинская          | деревня                         | ↘4        |
| 19 | Медведевская        | деревня                         | →2        |
| 20 | Никольский Погост   | деревня                         | ↗35       |
| 21 | Пакшинская          | деревня                         | ↘10       |
| 22 | Петровская          | деревня                         | ↗163      |
| 23 | Прилукская          | деревня                         | ↗4        |
| 24 | Родионовская        | деревня                         | ↗80       |
| 25 | Романовская         | деревня                         | ↘9        |
| 26 | Рыбогорская         | деревня                         | ↗95       |
| 27 | Семёновская         | деревня                         | ↘3        |
| 28 | Спасское            | село                            | ↗20       |
| 29 | Степановская        | деревня                         | ↘1        |
| 30 | Тюхневская          | деревня                         | ↘3        |
| 31 | Уксора              | деревня                         | ↗29       |
| 32 | Федотовская         | деревня                         | →0        |
| 33 | Фоминская           | деревня                         | ↘1        |
| 34 | Чащинская           | деревня                         | ↗95       |
| 35 | Шипуновская         | деревня, административный центр | ↗609      |
| 36 | Шульгинская         | деревня                         | ↗5        |
| 37 | Шульгинская         | деревня                         | ↘7        |
| 38 | Шульгинский Выселок | деревня                         | ↘0        |
| 39 | Якуровская          | деревня                         | ↘3        |
| 40 | Якуровская          | деревня                         | →4        |